# NGC 7400
NGC 7400 este o galaxie spirală situată în constelația Cocorul. A fost descoperită în 6 septembrie 1834 de către John Herschel. Se află la o distanță de 44,26 de megaparseci de Pământ.